# Volckamer von Kirchensittenbach
La famiglia Volckamer von Kirchensittenbach fu una famiglia patrizia di Norimberga, dove fu presente nel consiglio cittadino dal 1362 al 1806.

## Storia

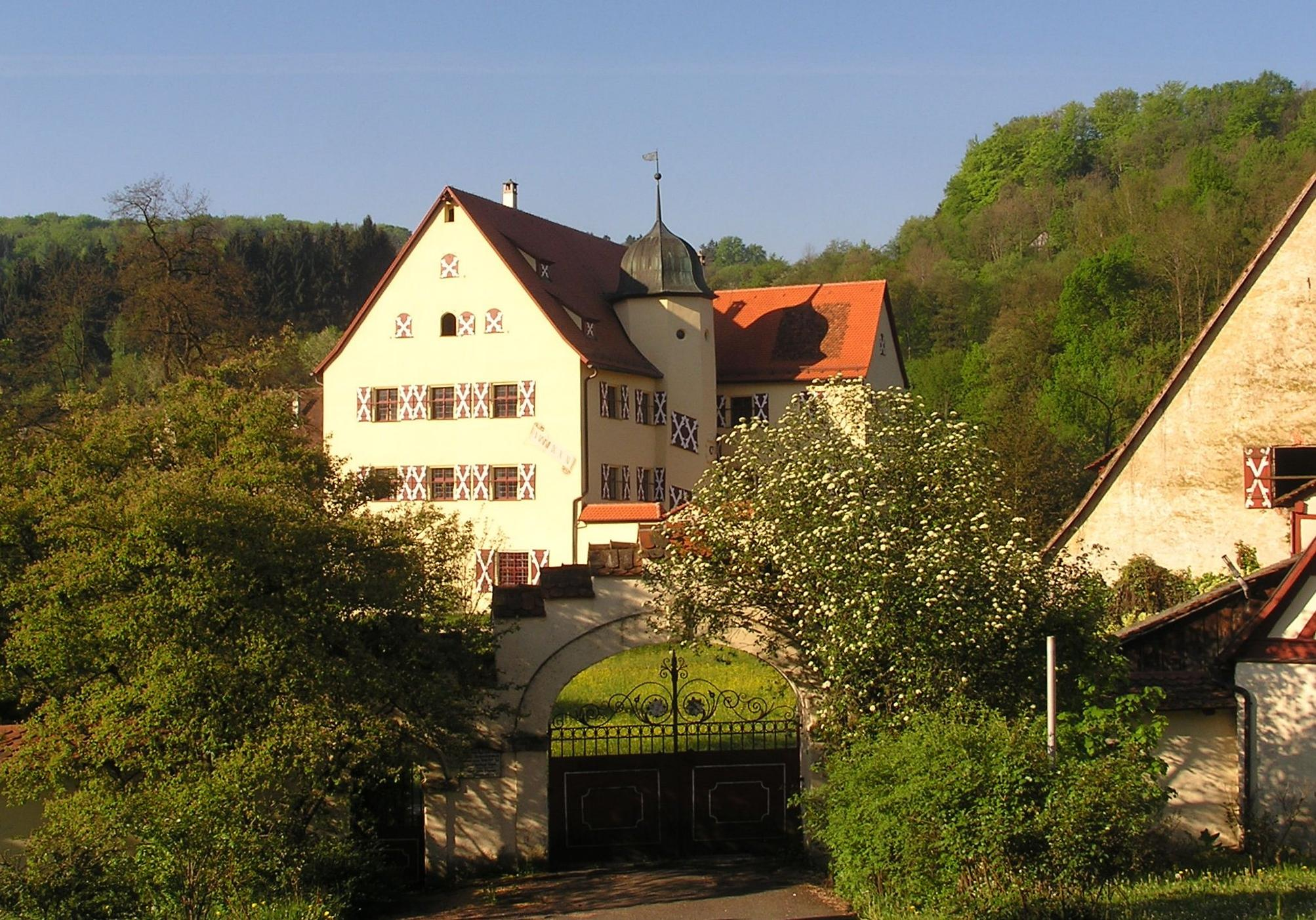
Il castello di Kirchensittenbach, ereditato dalla famiglia Tetzel

La famiglia originariamente portava il nome di Volckmeyr, mentre Volckamer entrò in uso solo tra XV e XVI secolo. La casata giunse a Norimberga dalla città di Neumarkt, nell'Alto Palatinato.
Il primo rappresentante dei Volckamer a giungere a Norimberga nel 1330 fu Hartwig Volckmeyr (detto anche Hertel Volkmar). Egli è documentato a Norimberga dal 1337; egli fu in grado con le sue finanze di acquistare stabilmente una casa per sé e per la propria famiglia presso la chiesa cittadina di San Lorenzo dal 1363. Coi suoi figli, Heinrich e Harwig, la casata si divise in due linee dette "di St. Lorenzer" e "di St. Sebalder". La linea di St. Lorenz, tuttavia, si estinse già nel 1602, mentre la linea di St. Sebalder si diversificò successivamente in altri rami. Nel 1694, la linea di St. Sebalder ereditò i possedimenti della famiglia patrizia di Norimberga dei Tetzel von Kirchensittenbach, estintasi da poco, e per questo i Volckamer ottennero il permesso di aggiungere al loro cognome il predicato "von Kirchensittenbach".
I Volckamers raggiunsero prosperità, tra l'altro, attraverso il commercio a distanza. Intorno al 1400 commerciavano spezie e panni nell'area del Basso Reno. Successivamente furono anche coinvolti nell'estrazione mineraria in Turingia. Tuttavia, i Volckamer si distinse molto più nel servizio diplomatico per Norimberga. nel 1813 la famiglia venne inclusa nella nobiltà del regno di Baviera.

## Membri notabili
- Peter Volckamer († 1432), rappresentò Norimberga nel 1415 al Concilio di Costanza e accompagnò re Sigismondo a Roma per la sua incoronazione imperiale. Morì poco prima nel 1432 a Siena.
- Clemens Volckamer (1495 - 1541), insieme a Christoph Kreß, firmò nel 1530 la pace di Augusta a nome della città imperiale di Norimberga. Dal 1538 risultò determinante nell'espansione dei bastioni del castello cittadino
- Guido Friedrich Christoph Jobst Volckamer von Kirchensittenbach (1860 - 1940), collezionista e fotografo (la sua collezione si trova oggi al Germanisches Nationalmuseum
- Friedrich Jobst Volckamer von Kirchensittenbach (1894 - 1989), generale durante la seconda guerra mondiale
- Helena Jakobina Karoline Friederike Volckamer von Kirchensittenbach (1794-1820), moglie del generale bavarese barone Karl von Pflummern (1787-1850), comandante militare della città di Norimberga.